# 桜島サービスエリア

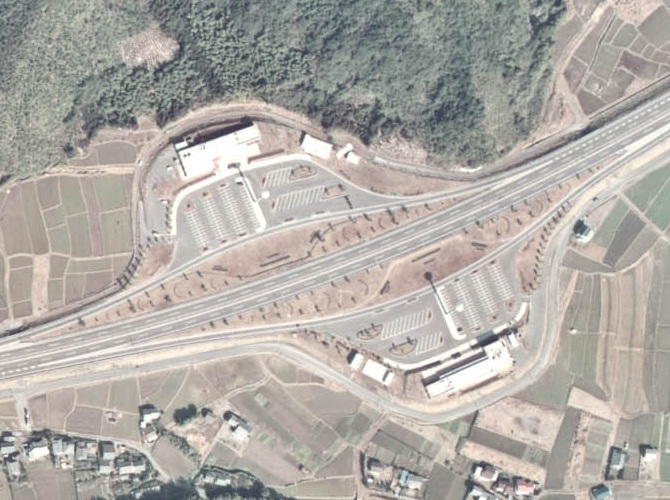
桜島サービスエリアの航空写真。

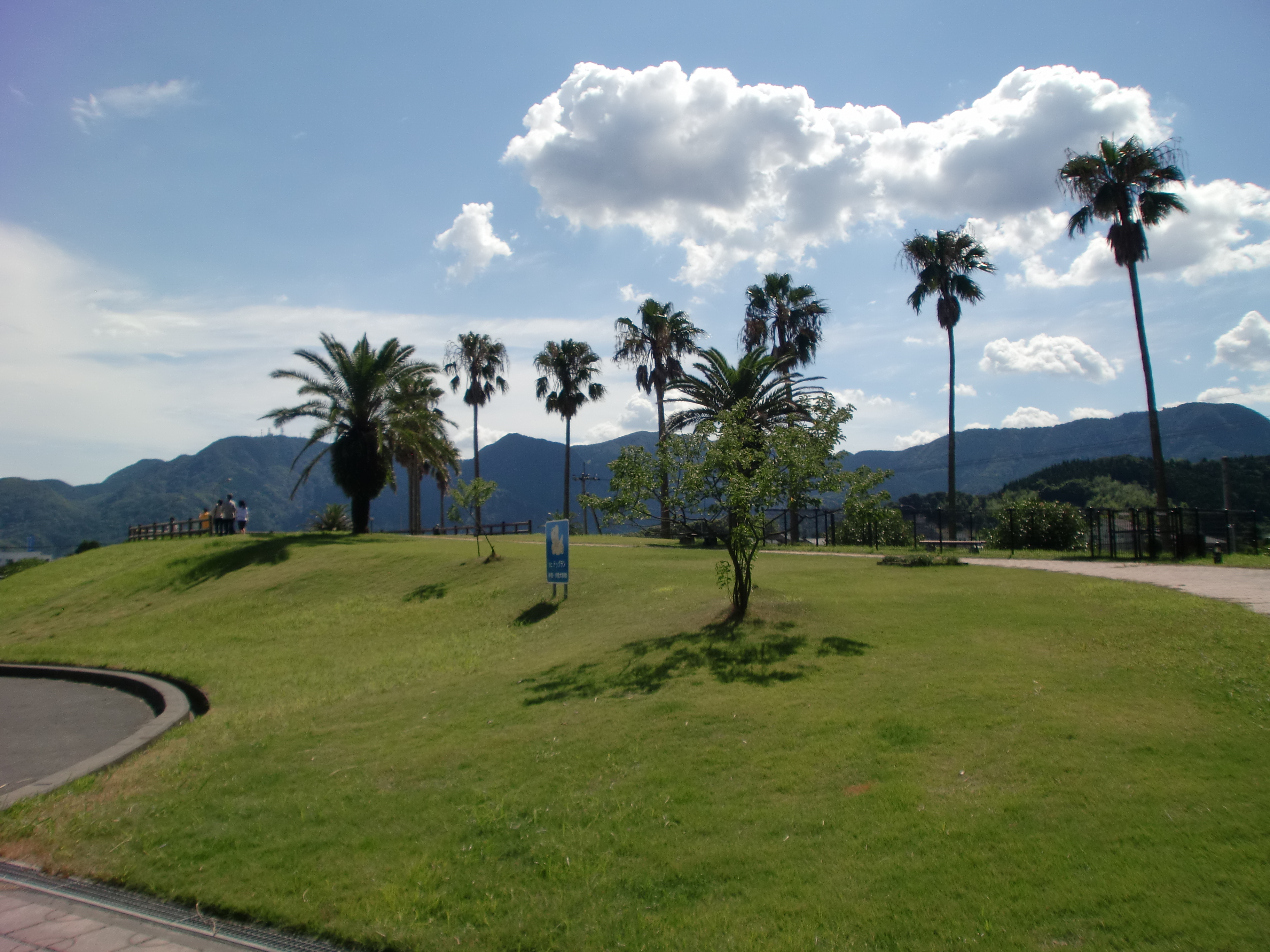
上り線に設置されているドッグラン

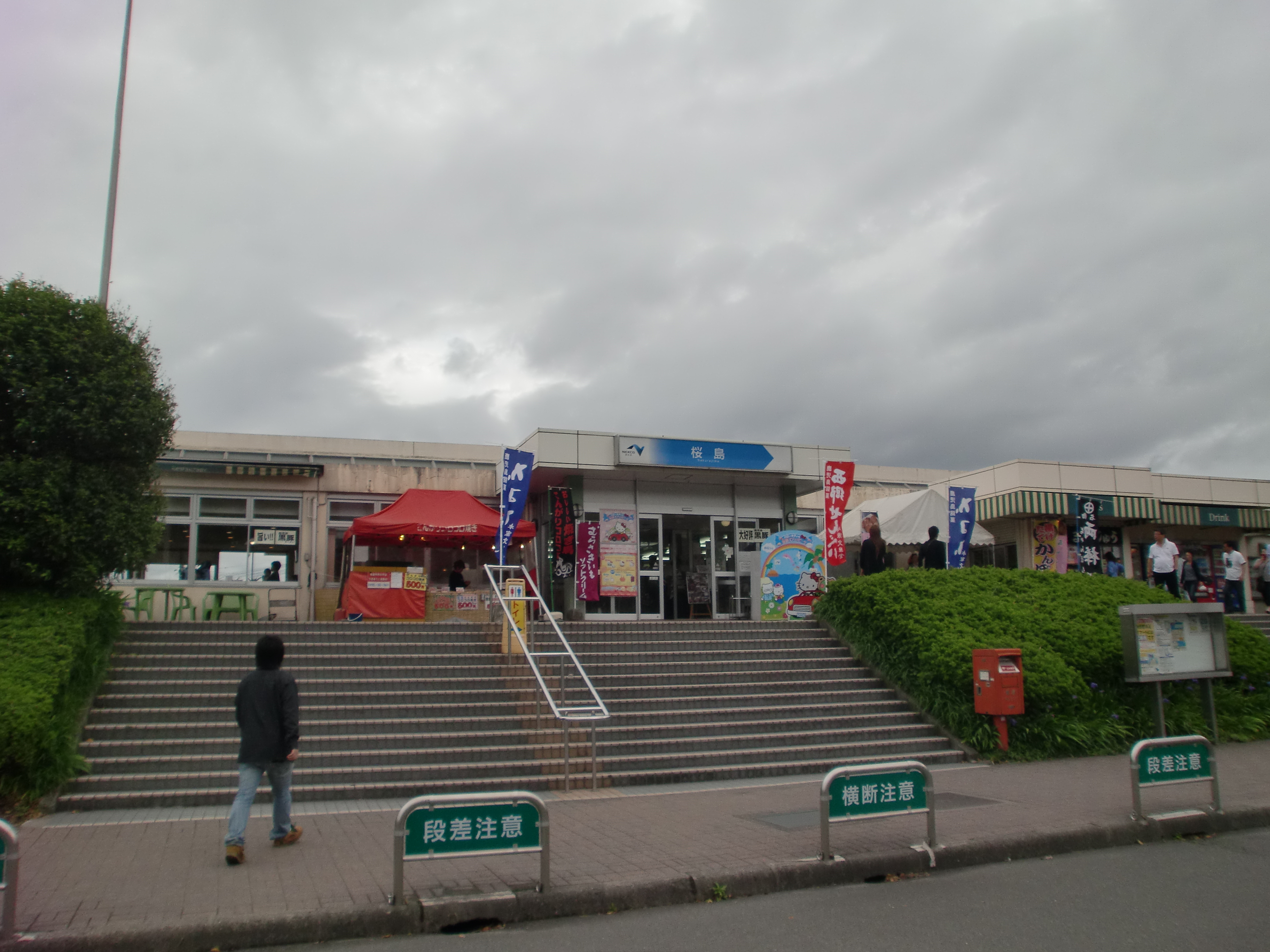
下り線施設

桜島サービスエリア（さくらじまサービスエリア）は、鹿児島県姶良市西餅田にある九州自動車道のサービスエリアである。スマートインターチェンジを併設する。

## 概要
施設名に桜島を冠しているが、九州道は桜島を通っていない。本州からの縦貫自動車道では最南端の休憩施設であり、本線の下り線（鹿児島方面）上の標識には「最後の休憩施設です」と表示されている。
上り線の施設は、1993年8月1日に鹿児島地方を襲った集中豪雨で裏山の土砂が崩れ施設が土砂に埋まり、一時期使用不可能になったことがある。なお桜島サービスエリアの周辺ではハイウェイラジオ（AM1620kHz）が放送されている。
かつては上下線ともに給油可能であったが、下り線のガソリンスタンドは現在休止中であり、上り線のみ利用可能である。
ETC車のみが利用できるスマートインターチェンジが設置されている。上下線ともに利用できる。
ちなみに、鴨志田一原作の青春ブタ野郎シリーズのヒロイン、桜島麻衣の名前の由来ともなっている。

## 道路
- E3 九州自動車道（25-2番）

## 施設

### 上り線（熊本方面）
- 駐車場
  - 大型 17台
  - 小型 99台
  - 二輪 4台
  - トレーラー 1台
- トイレ
  - 男性 大4（和式2・洋式2）・小12
  - 女性 16（和式8・洋式8）
  - 車椅子用 1
- ガソリンスタンド （ENEOS（Misumi鹿児島オフィス）、 月〜木 6:00 - 21:00、金〜日・祝 6:00 - 22:00[1]）
- レストラン（7:00 - 22:00）
- スナック（7:00 - 22:00）
- ショッピング（7:00 - 22:00）
- 自動販売機
- 携帯電話充電器（9:00 - 17:00）
- インフォメーション・FAXサービス（9:00 - 17:00）
- 郵便ポスト（姶良郵便局）
- ドッグラン
- ウェルカムゲート（7:00 - 22:00・駐車場 8台）
- EV急速充電スタンド

### 下り線（鹿児島方面）
- 駐車場
  - 大型 15台
  - 小型 94台
  - 二輪 4台
- トイレ
  - 男性 大5（和式2・洋式3）・小14
  - 女性 15（和式7・洋式8）
  - 車椅子用 1
- ガソリンスタンド（現在休止中[2]）
- レストラン（7:00 - 22:00）
- スナック（7:00 - 22:00）
- ショッピング（7:00 - 22:00）
- 自動販売機
- 携帯電話充電器（9:00 - 17:00）
- インフォメーション・FAXサービス（9:00 - 17:00）
- 郵便ポスト（姶良郵便局）
- ウェルカムゲート（7:00 - 22:00・駐車場 8台）[3]
- EV急速充電スタンド

### 桜島スマートインターチェンジ

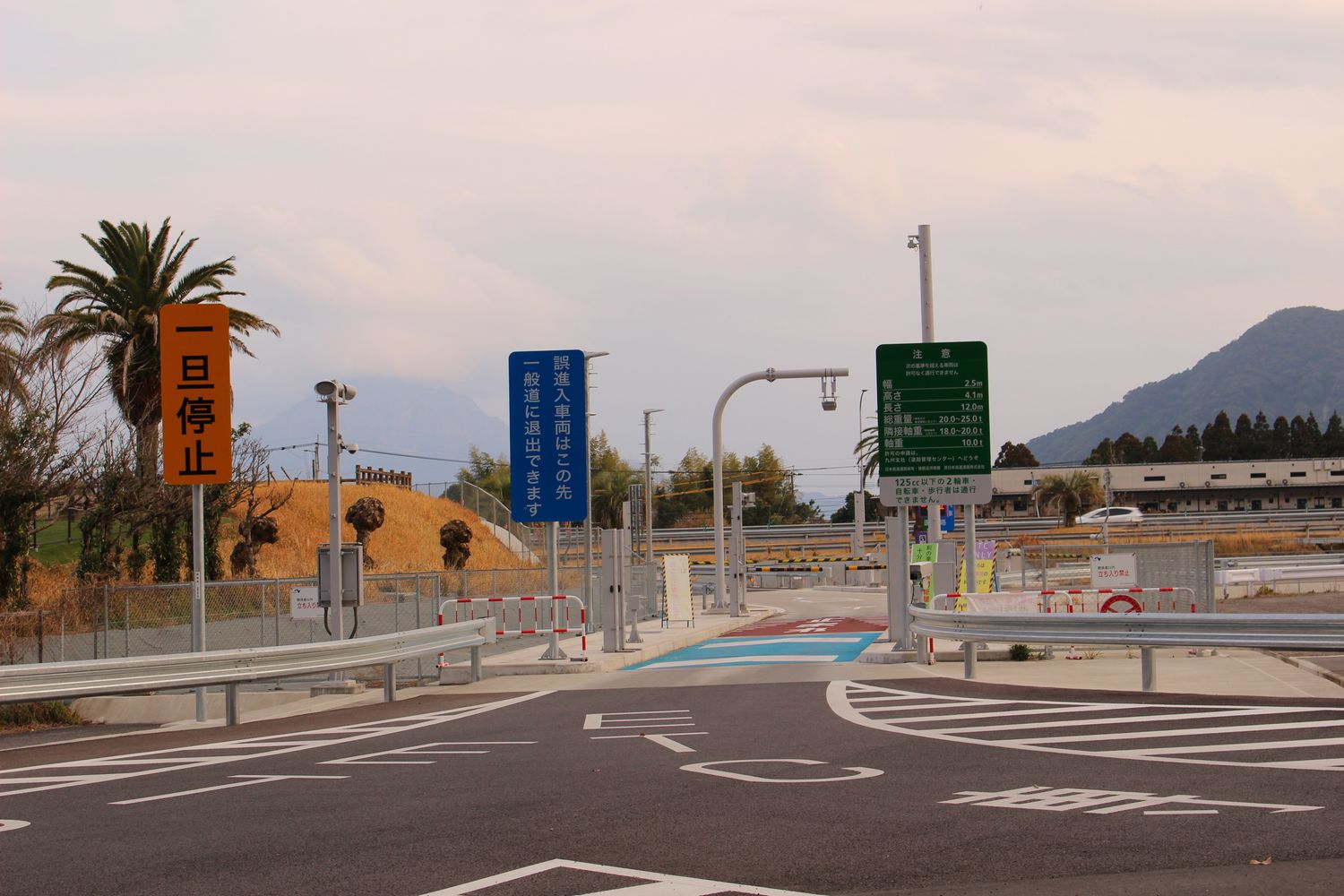
桜島スマートインターチェンジ(上り線入口)

桜島スマートインターチェンジ（さくらじまスマートインターチェンジ）は、桜島サービスエリアに併設のスマートインターチェンジである。
国土交通省より2013年（平成25年）6月11日付で設置が許可された。上下線で利用可能なフルインターチェンジとして計画され、このうち鹿児島IC方面からの上り線出口と鹿児島IC方面への下り線入口が2019年（平成31年）3月30日に、加治木JCT方面からの下り線出口が2020年（令和2年）3月20日にそれぞれ供用開始された。加治木JCT方面への上り線入口については2021年（令和3年）3月13日に供用開始され、これにより各方面へのすべての出入りが可能なフルインターチェンジとなった。
上り線は市道サービスエリア線、下り線は市道鍋倉〜触田線にそれぞれ接続する。利用可能車種はETC搭載の全車種で24時間運用となっている。
周辺道路の拡張を含めた総事業費は約16億円で、姶良市が接続道路（市道）の整備を行い、ETCレーンの設置はNEXCO西日本が行った。
近隣には2016年に開業したイオンタウン姶良があり、本スマートICが開設されたことで利便性が向上した。

## 隣
E3 九州自動車道
(25-1)加治木JCT / (25)加治木IC - 帖佐BS - (25-2)桜島SA/スマートIC - (26)姶良IC